# Intana
Intana är en katalansk (spansk) popgrupp bildad 2017 i Barcelona. Gruppen består av Núria Moliner, Guillem Callejón, Jordi Mestres och Ricard Parera. Gruppen, där Moliner står för sång på engelska eller katalanska, har hittills (2022) givit ut tre album.

## Karriär
Gruppen bildades 2017, efter att Moliner (född 1991 och uppvuxen i Badalona och redan tidigare bekant med Callejón) övervägt en singer-songwriter-karriär. Gruppen frontas av sångerskan, låtskrivaren och gitarristen Moliner, som vid sidan av musiken även verkar som arkitekt och har varit programledare på TVE-kanalen La 2. Parera har tidigare agerat som trummis i gruppen Anna Roig i L'ombre de ton chien.
Intana fick skivkontrakt med Satélite K, men debutalbumet spelades in i en lokal hörsal (för att få en mer direkt känsla, som man uttryckte det). Det självbetitlade debutalbumet hösten 2017 innehöll sju låtar på engelska och tre på katalanska. 2019 återkom man med det andra albumet, A Plan for Us, där språkblandningen var liknande – sju låtar på engelska och fyra på katalanska. Moliner hade tidigare inte skrivit låtar alls på katalanska, och för henne var den delen av låtskrivandet till debutalbumet en utmaning.
Efter två års "nedstängning" av den spanska musikbranschen i samband med covid-19-pandemin, återkom Intana våren 2022 med albumet Planeta nou. Denna gång var alla låtarna med text på katalanska.

## Stil och mottagande
Gruppens musik är lätt indiepop med inspiration från både folkrock och det kaliforniska bandet Mazzy Star. Debutsingeln "Cementiri" ('Kyrkogård') inspirerades av Moliners besök på Skogskyrkogården i Stockholm, i samband med en resa till Sverige.
Efter 2019 nominerades Intana till det spanska independentpriset Premios MIN.

## Diskografi (album)
- Intana (2017, Satélite K)
- A Plan for Us (2019, Satélite K)
- Planeta nou (2022, Satélite K)